# Jens Jeremies
Jens Jeremies (født 5. marts 1974 i Görlitz, Østtyskland) er en tidligere tysk fodboldspiller, der spillede for klubberne Dynamo Dresden, 1860 München samt Bayern München. Bedst kendt er han for sit otte sæsoner lange ophold i Bayern München, hvor han vandt seks tyske mesterskaber, fire DFB-Pokal-titler, samt Champions League og Intercontinental Cup i 2001.

## Landshold
Jeremies nåede at spille 55 kampe og score ét mål for Tysklands landshold, som han debuterede for den 15. november 1997 i en kamp mod Sydafrika. Han var en del af den tyske trup til både VM i 1998, EM i 2000, VM i 2002 samt EM i fodbold 2004.

## Titler
Bundesligaen
- 1999, 2000, 20001, 2003, 2005 og 2006 med Bayern München

DFB-Pokal
- 2000, 2003, 2005 og 2006 med Bayern München

Champions League
- 2001 med Bayern München

Intercontinental Cup
- 2001 med Bayern München